# Assistent für Medientechnik
Der Assistent für Medientechnik ist ein deutscher Ausbildungsberuf. Er soll über das notwendige Wissen verfügen, um Geräte und Anlagen der Unterhaltungselektronik, der Sicherheits-, Foto-, Veranstaltungs- sowie Multimediatechnik zu planen, auszuwählen, bereitzustellen, zu montieren, in Betrieb zu nehmen, zu warten und zu bedienen. 
Voraussetzungen sind mindestens Realschulabschluss oder gleichwertige Schulbildung.
Die Ausbildungsdauer beträgt zwei Jahre (vier Semester) mit einem  sechs- bis achtwöchigem Betriebspraktikum. Sie kann auch drei Jahre betragen, sofern der Erwerb der Fachhochschulreife Bestandteil des Bildungsganges ist.
Auf Antrag gibt es gegebenenfalls Schüler-BAföG.
Die Ausbildung endet mit einer staatlich anerkannten Abschlussprüfung.

## Ausbildungsinhalte
- Elektrotechnik
- Analog- und Digitaltechnik
- Übertragungstechnik
- Netzwerktechnik
- Audiotechnik und -bearbeitung
- Videotechnik und -bearbeitung
- Projektionstechnik
- Mediensteuerung
- Mediengestaltung
- Planung von Konferenzräumen und
- Tagungsstätten
- Betriebswirtschaftslehre, Prozess- und
- Projektmanagement, Marketing, Recht